# Dukuh Pakis
Dukuh Pakis é um kecamatan (distrito) da cidade de Surabaia, na Província Java Oriental, Indonésia.

## Keluharan
Dukuh Pakis possui 4 keluharan:
- Dukuh Kupang
- Dukuh Pakis
- Gunung Sari
- Pradah Kalikendal